# Берви
Берви — прикраса нареченої на гуцульщині.
У селах Запруття, ближчих до Гуцульщини на весіллях співають так звані «барвінкові» чи «бервінковіє», в яких обов'язковим є початковий рядок «Лежьили берви бервінковії» або «Ба й лежі берви бервінковіє». Ці «бервінкові» бувають кількох мелодій і віршованих розмірів. Краєзнавець Савчук Микола записав у Великому Ключеві упродовж 1975–1996 рр. майже 50 «бервінкових».